# Bisaltes columbianus
Bisaltes columbianus là một loài bọ cánh cứng trong họ Cerambycidae.